# Acharagma

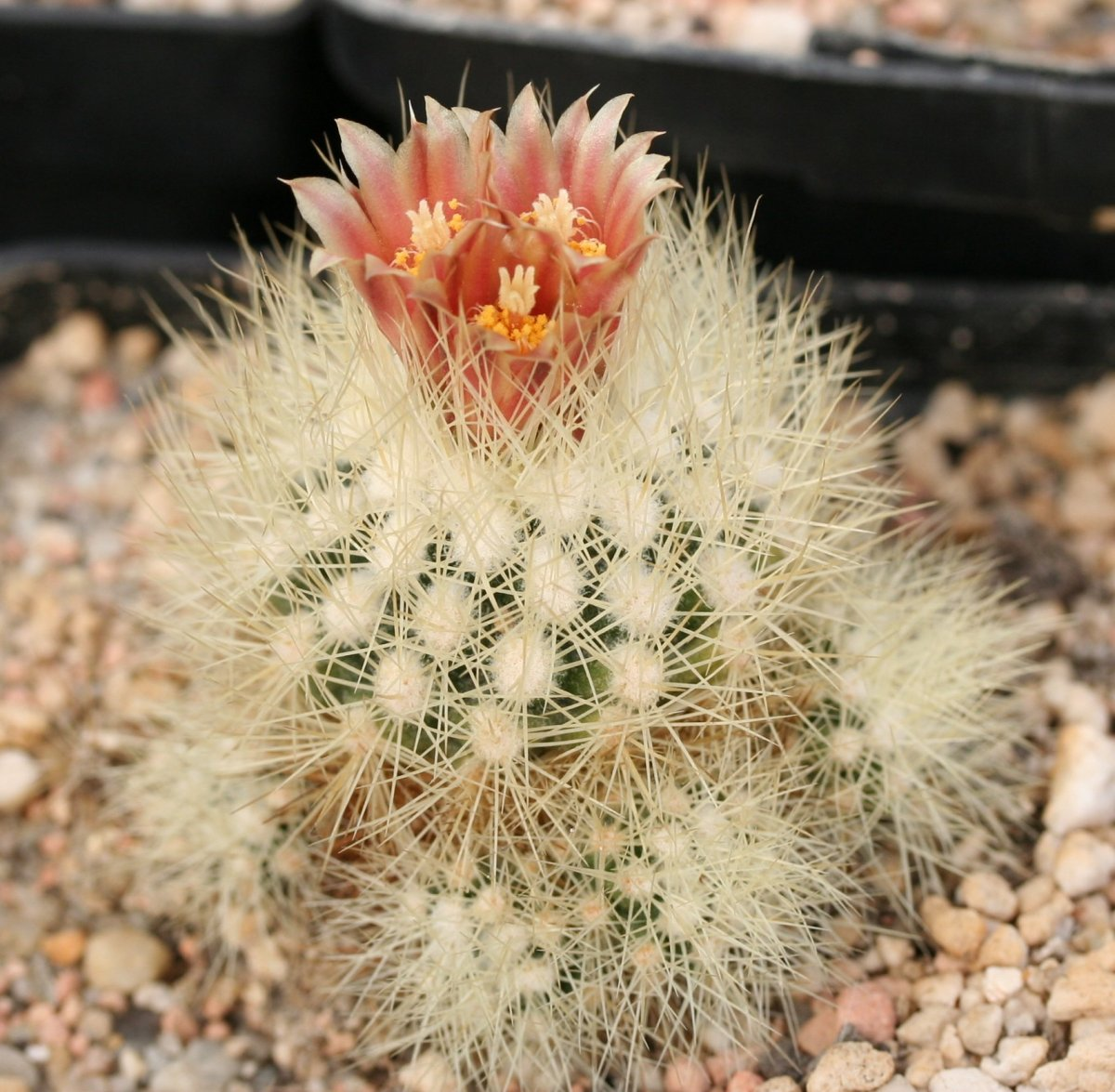
Acharagma roseanum

Acharagma ist eine Pflanzengattung, mit nur zwei Arten, aus der Familie der Kakteengewächse (Cactaceae). Der botanische Name ist zusammengesetzt aus dem griechischen a- oder an- für ‚ohne‘ und charagma für ‚Furche‘. Er verweist auf die fehlende Furche auf den Warzen. Dies ist ein Merkmal, worin sich die Gattung von der nahen verwandten Gattung Escobaria unterscheidet.

## Beschreibung
Die Acharagma-Arten haben kugelige bis kurzzylindrische Körper mit einem Durchmesser von 3 bis 7 cm. Die Rippen sind in Warzen, mit Areolen an der Spitze, aufgelöst. Die Dornen erscheinen aus der Areole und sind dicht gedrängt.
Die zwittrigen Blüten erscheinen im Scheitel und weisen einen Durchmesser und eine Länge von 1,5 bis 2 cm auf. Die Blütenhüllblätter sind gelb bis rötlich-braun. Die grün- bis bronzefarbenen Früchte sind keulig und 1 bis 2 cm groß. Die Samen sind braun bis schwarz.

## Systematik und Verbreitung
Die Arten der Gattung Acharagma sind in den mexikanischen Bundesstaaten Coahuila und Nuevo León beheimatet.
Die Erstbeschreibung durch Nigel Paul Taylor als Sektion der Gattung Escobaria (Escobaria sect. Acharagma) wurde 1983 veröffentlicht. Charles Edward Glass erhob die Sektion 1997 in den Rang einer eigenständigen Gattung. Die Typusart der Gattung ist Acharagma roseanum. 
Die Gattung umfasst folgenden Arten:
- Acharagma aguirreanum (Glass & R.A.Foster) Glass
- Acharagma roseanum (Boed.) E.F.Anderson
  - Acharagma roseanum subsp. roseanum
  - Acharagma roseanum subsp. galeanense (Haugg) D.R.Hunt

In einer 2021 veröffentlichten Arbeit akzeptieren Nadja Korotkova und Mitarbeiter die Gattung Acharagma weiterhin in diesem Umfang.

## Nachweise